# La Marina
La Marina is een dorp aan de Spaans kust dat beheerd wordt door de stad Elche/Elx (Baix Vinalopó), in de provincie Alicante, aan de Costa Blanca. Anno 2023 heeft het 1465 inwoners.
Het ligt aan de Middellandse Zee, bij het berggebied Sierra del Molar, vlakbij Guardamar del Segura en bij de zoutpannen (salinas) van Santa Pola. Het 1,1 km lange strand heeft dezelfde naam.
Dicht bij het strand liggen de toeristische accommodaties. 
Het dorp ligt aan de busroute Costa Azul, die toegang biedt tot Alicante in het noorden en Torrevieja in het zuiden, en uiteindelijk Cartagena. Met de auto is het verbonden met de tangentiële (Variante) weg N-332, waarvan de hoofdtoegang de weg N-332a is.
Afslagpunten N-332:
- Noordelijke richting. → Alicante: Km.77'300.
- Zuidelijke richting. → Torrevieja - Cartagena: Km.78'00.

La Marina heeft niet-stedelijke stranden, duinen en grote dennenbossen. Het belangrijkste strand is meer dan 1100 meter lang, hoewel het doorgaat naar het zuiden en is verbonden met het Tusales-strand van Guardamar del Segura.
De geschiedenis van La Marina wordt erg beïnvloed door de verdwijning van het in het berggebied Sierra del Molair gelegen dorp San Francisco de Asís. Het was na het verlaten van deze nederzetting dat La Marina een stad begon te vormen.
Na eerder visserij en landouw als inkomstenbronnen te hebben moet La Marina het hebben van toerisme. Doordat de vakantie-accommodaties van hoge kwaliteit zijn weet La Marina als kleine kustplaats behoorlijk wat toeristen aan te trekken. Ook mede door het meer landinwaarts gelegen verstedelijkt gebied, de urbanisatie La Marina, dat anno 2023 7470 inwoners heeft. Deze urbanisatie behoort tot de plaats San Fulgencio. Diverse woningen daar zijn zowel geschikt als eerste woning maar ook als tweede, vakantiewoningen.
La Marina heeft geen boulevard. Wel heeft het toeristische stranden. Zo zijn er bijvoorbeeld bars, een café, een restaurant en service-faciliteiten direct op het strand. Bars en restaurants zijn ook te vinden in het dicht bij het strand liggende toeristische centrum en in de niet tot La Marina behorende urbanisatie.